# موسکیتو اکس‌ای
موسکیتو اکس‌ای (به انگلیسی: Mosquito XE) نام یک بالگرد قدیمی بسیار سبک کانادایی است که امروزه در فلوریدا تولید می‌شود. خط تولید مدلهای قدیمی این بالگرد که بصورت کیت ارائه می‌شد متوقف شده‌است. پس از اینکه شرکت موسکیتو توسط شرکت کامپوزیت اکس‌ای خریداری شد، این بالگرد تا سال ۲۰۱۹ بصورت کیت با نام «کامپوزیت اکس‌ای» ساخته می‌شود. این بالگرد تک‌نفره و بسیار سبک تنها 135 کیلوگرم وزن دارد و دارای یک موتور رادیال دوزمانه با قدرت ۶۴ اسب بخار است.

## مشخصات
داده‌ها از manufacturer
ویژگی‌های عمومی
- خدمه: ۱
- طول: ۴٫۹ متر (۱۶ فوت)
- وزن خالی: ۱۳۵ کیلوگرم (۲۹۸ پوند)
- وزن ناخالص: ۲۷۷ کیلوگرم (۶۱۰ پوند)
- ظرفیت سوخت: ۱۲ گالون آمریکایی (۴۵ لیتر؛ ۱۰٫۰ گالون بریتانیایی)
- پیشرانه: ۱ عدد 2 cylinder, 2 stroke Compact Radial Engines MZ 202, ۴۸ کیلووات (۶۴ اسب بخار)

عملکرد
- حداکثر سرعت: ۱۳۰ کیلومتر بر ساعت (۸۰ مایل بر ساعت، ۷۰ گره)